# Skatterådet
Skatterådet et er centralt udpeget organ, der sammen med Skatteforvaltningen udgør Danmarks øverste administrative ligningsmyndighed på indkomstskatte- og afgiftsområdet. Rådet nedsættes med hjemmel i skatteforvaltningsloven og blev oprettet 1. november 2005 som erstatning for Ligningsrådet.
Skatterådet består af 19 medlemmer, hvoraf 6 er udpeget af Folketinget, mens 13 er udpeget af skatteministeren. Af disse 13 skal 4 være repræsentanter for landbrug, industri, håndværk, handel og lønmodtagere, mens 4 skal repræsentere kommunerne. De 4 kommunale medlemmer indstilles af KL. Medlemmerne af rådet vælges for 6 år. Skatteministeren udpeger rådets formand samt næstformand.
Blandt de sager, som rådet behandler, er vurderinger af fast ejendom, skattelovgivning og afgifter med undtagelse af told. Rådet afgør sager, som Skatteforvaltningen forelægger det – bl.a. anmodninger om bindende svar med principielt indhold. Skatterådet kan som udgangspunkt kun afgøre sager, der forelægges det, men Skatteforvaltningen har i visse sager pligt til forelæggelse. 
Skatteforvaltningen (Skattestyrelsen) yder sekretariatsbistand for rådet.
Første formand for Skatterådet var advokat Lida Hulgaard, der efter eget ønske fratrådte den 1. november 2010.
Den 1. januar 2020 tiltrådte Jane Bolander som ny formand.

## Udgivelser
- Skatterådet (juni 2020), Skatterådets årsberetning 2019, Skattestyrelsen, ISBN 978-87-417-0577-4, Wikidata  Q99498297

Afgørelser fra Skatterådet er tilgængelige fra hjemmesiden https://www.retsinformation.dk/